# الشرطي (فلم 1928)
الشرطي (بالإنجليزية: The Cop) هو فيلم أبيض وأسود درامي أمريكي صامت إنتاج عام 1928 من إخراج دونالد كريسب. في حفل توزيع جوائز الأوسكار الثاني في عام 1930 ، تم ترشيح إليوت ج.كلوسون لجائزة الأوسكار في فئة أفضل كتابة (سيناريو مقتبس). توجد نسخ من الفيلم في العديد من أرشيفات الأفلام بما في ذلك مكتبة الكونغرس.

## روابط خارجية
- الشرطي  في قاعدة بيانات الأفلام على الإنترنت (بالإنجليزية)
- The Cop على موقع أول موفي.
- Still at NYPD in the movies